# District historique d'Holy City of the Wichitas
Le district historique d'Holy City of the Wichitas – ou Holy City of the Wichitas Historic District en anglais – est un district historique dans le comté de Comanche, en Oklahoma, aux États-Unis. Situé au sein du refuge faunique Wichita Mountains, ce district emploie le style rustique du National Park Service. Il est inscrit au Registre national des lieux historiques depuis le 21 novembre 2019.